# Bobby McCain
Bobby McCain (Sylacauga, Alabama, 18 de agosto de 1993) es un jugador profesional estadounidense de fútbol americano que se desempeña en la posición de safety en Minnesota Vikings, equipo de la National Football League (NFL).

## Carrera
Fue seleccionado en la quinta ronda en la Reunión Anual de Selección de Jugadores de la NFL de 2015. Hizo su debut profesional con el equipo Miami Dolphins, en el cual jugó seis temporadas (2015-2021), después pasó a Washington Commanders (2021-2023), luego a New York Giants (2023-2024), posteriormente a Minnesota Vikings, donde lleva jugando una temporada.